# Vasili Grossman
Vasili Semionovici Grossman, în rusă: Василий Семёнович Гроссман, (n. 12 decembrie 1905 – d. 14 septembrie 1964) a fost un scriitor și jurnalist sovietic.

## Viața și cariera

### Copilăria și tinerețea
Vasili Grossman, cu numele la naștere Iosif Solomonovici Grossman, s-a născut în orașul Berdicev din Ucraina, într-o familie de intelectuali evrei care abandonaseră practicarea religiei mozaice și limba idiș. Tatăl lui era chimist, membru al organizației socialiste evreiești Bund⁠(d) (Uniunea Generală a Muncitorilor Evrei din Lituania, Polonia și Rusia), iar mama – profesoară de limba franceză.
Părinții lui fiind despărțiți, viitorul scriitor a fost crescut de mama lui. Între 1912 și 1914 au trăit în Elveția, la Geneva și la Lausanne. A urmat liceul la Berdicev și la Kiev, iar între 1923 și 1929, fiind pasionat de științe, a făcut studii de chimie la Universitatea de Stat din Moscova, lucrând în același timp ca educator într-un orfelinat.
Din 1926 a început să se intereseze din ce în ce mai mult de literatură. Citea mult și a început să scrie nuvele și povestiri. În 1928 a apărut prima sa scriere, eseul Бердичев не в шутку, а всерьёз (Despre Berdicev nu în glumă, ci serios), în revista Ogoniok (Flacăra).
A intrat în viața activă în 1931 în Donbas, în calitate de chimist. A lucrat la Institutul de Cercetare în Securitatea Muncii în Minerit din Makiivka și a condus laboratorul de chimie (analiză a gazelor) a minei de cărbuni Smolianka-II, apoi a fost cercetător principal la laboratorul de chimie al Institutului de Patologie și Igiena Muncii a Regiunii Donețk și asistent la catedra de chimie generală a Institutului de Medicină din Stalino (din 1961 numit Donețk). În 1932 i s-a diagnosticat un început de tuberculoză pulmonară, ceea ce a făcut să poată pleca de la Stalino. S-a mutat la Moscova, unde a primit un post de chimist la o fabrică de creioane, și locuia la verișoara lui, care era o privilegiată ca activistă la Profintern⁠(d) (Internaționala Roșie a Sindicatelor).

### Începuturile carierei literare
În 1934, revista Literaturnaia Gazeta (Gazeta Literară) a Uniunii Scriitorilor Sovietici a publicat nuvela lui Grossman В городе Бердичеве (În orașul Berdicev), apreciat pozitiv de scriitorul Maxim Gorki, a cărui părere despre operele literare conta cel mai mult pe atunci, iar în revista Literaturnîi Donbass (Donbasul Literar) i-a apărut nuvela Глюкауф (Noroc bun), inspirată din viața minerilor din Donbas. Primul lui volum publicat, în același an, a fost tot această nuvelă, apoi a urmat cel de nuvele și povestiri Счастье (Fericirea), în 1935. În 1937 a devenit membru al Uniunii Scriitorilor.
Între timp s-au intensificat represiunile regimului stalinist, inclusiv împotriva unor adepți ai săi. Astfel, în 1933, verișoara lui Grossman a fost condamnată cu acuzația de troțkism. În 1938, când teroarea stalinistă și-a atins culmea, unchiul lui Grossman a fost condamnat la moarte cu acuzația falsă de spionaj și activitate contrarevoluționară. A fost arestată și soția lui Grossman, ca fosta soție a unui om condamnat la moarte pentru așa-zisă activitate contrarevoluționară, deși divorțase de acesta, dar scriitorul a apărat-o în două scrisori adresate unor conducători, și a obținut ca prin minune eliberarea ei după câteva luni.

### În timpul războiului
Vasili Grossman fusese scutit de serviciul militar din cauze medicale, dar în 1941, când a început războiul cu Germania nazistă, s-a prezentat ca să fie recrutat în armată. A fost refuzat tot din cauze medicale, dar a reușit să fie angajat la ziarul armatei Krasnaia Zvezda (Steagul Roșu) în calitate de corespondent special. A fost pe front în timpul retragerii armatei sovietice până aproape de Moscova, la bătălia de la Stalingrad, la contraofensiva sovietică și înaintarea ei prin Ucraina, Belarus, Polonia și Germania, până la Berlin și la capitularea Germaniei.
Ajuns cu armata la Berdicev, a aflat că mama lui, care nu putuse să se evacueze din oraș, fusese omorâtă de soldații germani în 1941 împreună cu aproape toți evreii din oraș.
În Polonia a fost printre primii corespondenți care au intrat în lagărul de exterminare Majdanek și pe locul celui de la Treblinka, distrus de naziști. În 1944 a publicat în revista Znamia (Steagul) eseul Треблинский ад (Iadul de la Treblinka), scris pe baza rămășițelor găsite și a relatărilor unor martori. Publicat ca volum în 1945, acesta a fost folosit de acuzație în procesele de la Nürnberg ale criminalilor de război naziști.
Grossman a intrat în Comitetul antifascist evreiesc, format în 1942 cu aprobare oficială din personalități evreiești, destinat să influențeze opinia publică internațională împotriva Germaniei naziste și să obțină sprijin politic și material pentru lupta Uniunii Sovietice (URSS) împotriva acesteia.
A consemnat tot ce a cunoscut în carnete de note, pe care le-a folosit pentru reportaje și alte articole trimise din toate locurile de pe unde a trecut cu armata, și pentru operele sale literare. Articolele lui erau apreciate de soldați, pentru că nu erau numai de propagandă, ci și reflectau viața soldaților pe front.
Pe lângă corespondențe, scriitorul a lucrat și la opere literare. Ziarul Krasnaia Zvezda i-a publicat nuvela Народ бессмертен (Poporul este nemuritor), într-un foileton din 18 părți (1942-1943), care apoi a apărut și în volum aparte.
Grossman fost demobilizat în august 1945. De la statutul de soldat neinstruit cu care a intrat la ziarul armatei a ajuns la gradul de locotenent-colonel și a fost decorat cu șapte ordine și medalii militare.

### După război
Scriitorul a fost profund afectat de ororile războiului în general și în special de soarta evreilor de pe teritoriile sub ocupație germană. Împreună cu scriitorul Ilia Ehrenburg a adunat mărturii și documente despre holocaust pentru un volum cu titlul Cartea neagră. Aceasta a apărut în 1947, în limba engleză, la New York, dar a fost interzisă în URSS, cu motivul că reieșea din ea că evreii au suferit mai mult în timpul războiului decât celelalte popoare din URSS.
În 1946 a început o campanie așa-zisă împotriva cosmopolitismului, care a afectat mai ales intelectuali evrei. Comitetul Antifascist Evreiesc a fost acuzat în presă, printre altele de naționalism burghez. În 1947, arhivele acestuia au fost confiscate, iar în 1948 a fost desființat. Majoritatea membrilor săi au fost arestați și condamnați. Dintre aceștia, majoritatea au fost executați în 1952. Grossman a fost printre puținii care au scăpat de arestare.
În 1949, Grossman a terminat romanul Stalingrad, început în 1943, din care apăruseră deja fragmente. A prezentat manuscrisul redacției revistei Novîi Mir (Lumea Nouă), dar aceasta l-a publicat în foileton abia în 1952, sub titlul За правое дело (Pentru o cauză dreaptă), în patru numere succesive. În timpul până la publicare, scriitorul s-a confruntat cu oficialitățile culturale și ideologice care îi spuneau ce să scoată și ce să adauge în carte ca să corespundă mai bine cultului personalității lui Stalin, indicației de a nu prezenta evrei ca personaje pozitive etc. A rescris cartea de câteva ori, făcând unele compromisuri și refuzând să facă altele. După apariția romanului, acesta a avut parte de câteva recenzii pozitive, apoi de critici violente în presă, iar conducerea Novîi Mir și-a recunoscut public greșeala de a nu fi descoperit „viciile ideologice” ale cărții.
În 1954, scriitorul a terminat o primă variantă a romanului Жизнь и судьба (Viață și destin), continuare a romanului Pentru o cauză dreaptă. În 1956, odată cu venirea la putere a lui Nikita Hrușciov, a început dezvăluirea crimelor staliniste și o perioadă numită de destalinizare, cu o relativă liberalizare a regimului politic. În 1960 au apărut două fragmente din roman în presa literară, dar în 1961, manuscrisul a ajuns la secția de cultură a comitetului central al partidului comunist, care a hotărât ca romanul să nu apară, din motive politico-ideologice. De data aceasta nici nu i s-a mai cerut să facă modificări, ci KGB-ul a confiscat toate copiile dactilografiate și ciornele pe care le-a găsit la scriitor și în locurile unde ajunseseră. În 1962, Grossman i-a scris o scrisoare lui Hrușciov cerându-i să „redea libertatea cărții [sale]”, dar în zadar. Au scăpat numai două copii ale manuscrisului, pe care scriitorul le dăduse unor prieteni. Nu a avut parte de atacuri în presă, pentru că nu se manifesta public ca disident, și pentru că autoritățile voiau să rămână secrete cele întâmplate.
După 1961 au mai apărut câteva scrieri scurte ale sale în presa literară și un singur volum, de nuvele reeditate, în 1962. A mai lucrat, bolnav fiind, la volumul de nuvele Добро вам! (Toate cele bune!) inspirat de impresiile dintr-o lungă călătorie prin Armenia, pe care l-a terminat în 1963. A terminat și romanul Всё течёт... (Panta rhei), început în 1958. Acestea nu au apărut atunci.
În 1964, Grossman a murit de cancer după o lungă suferință.

### Viața particulară
Vasili Grossman s-a căsătorit prima oară în 1928, când era student, ca și soția lui, de care a divorțat în 1933. Cu ea a avut o fiică, traducătoare literară din limba engleză, care a decedat în 2020. S-a recăsătorit în 1936, despărțindu-se de a doua soție în 1955. Se îndrăgostise de o femeie cu care a trăit până în 1958, când a revenit la soția lui.

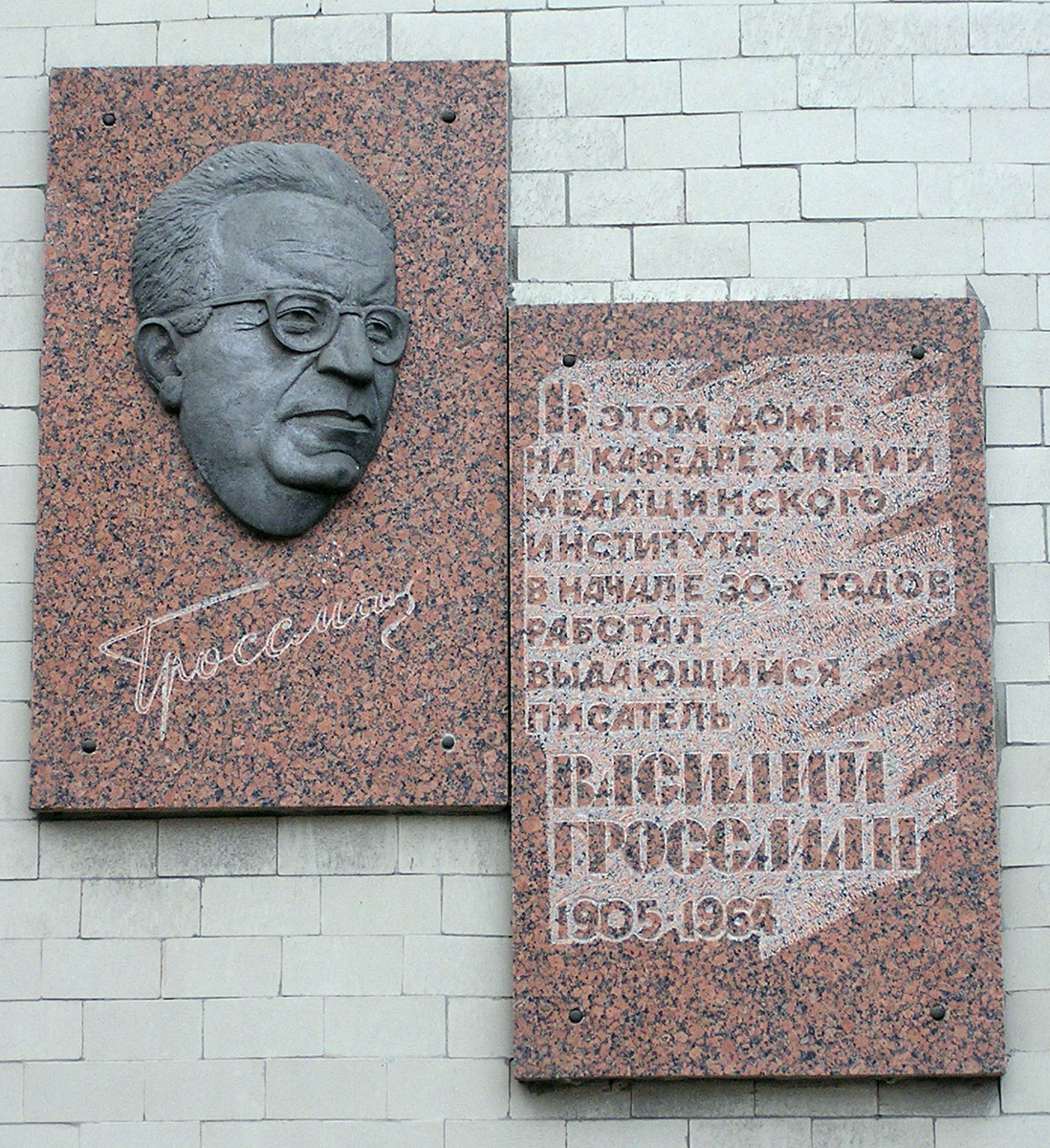
Placă comemorativă la locul de muncă al scriitorului, la Donețk.

## Istoria publicațiilor postume
După moartea scriitorului, rudele sale au păstrat carnetele sale de război, corespondența lui și manuscrisul romanului Panta rhei. Au mai apărut în URSS câteva reeditări și volumul Toate cele bune!.
În 1966-1967, regizorul Aleksandr Askoldov⁠(d) a realizat filmul Комиссар (Comisara), cu scenariul scris de el după nuvela În orașul Berdicev din 1934, în care a introdus și un pogrom antievreiesc ca cele pe care le-au comis grupuri anticomuniste în 1919 în alte localități din Ucraina, evocate în alte scrieri ale lui Grossman. Filmul a fost interzis cu motivația că punea prea mult accent pe pogrom, și s-a dat dispoziția să-i fie distruse toate copiile. Regizorul a fost exclus din uniunea cineaștilor și din partidul comunist, fiindu-i interzis să mai regizeze. Totuși, o copie a fost păstrată și filmul a fost prezentat în 1988.
În 1970 a ajuns în Germania de Vest Panta rhei care circula în samizdat în URSS, și a apărut la editura Posev din Frankfurt am Main a unor emigranți ruși. A apărut în mai multe limbi între 1971 și 1977.
Un prieten al lui Grossman a păstrat una din cele două copii ale manuscrisului romanului Viață și destin care nu fuseseră găsite de KGB în 1961. În 1974, prietenul a predat scriitorului disident Vladimir Voinovici manuscrisul, care a fost fotografiat pagină cu pagină pe peliculă obișnuită de cuplul de intelectuali disidenți Andrei Saharov și Elena Bonner, iar Voinovici a făcut ca acesta să ajungă la revista Kontinent a unor emigranți ruși. Aceasta nu l-a publicat, dar în 1978, un alt disident a realizat microfilme de pe manuscris pentru Voinovici, care l-a făcut din nou să ajungă în Occident. În Elveția, emigranții Șimon Markiș⁠(d) și Efim Etkind⁠(d) i-au stabilit textul pentru publicare și cartea a apărut în 1980 la editura L'Âge d'Homme din Lausanne. A rămas practic necunoscută până în 1983, când a apărut în limba franceză și a fost primită cu entuziasm de critica literară franceză.
Tot în 1980 a apărut Cartea neagră la Ierusalim.
În 1985, după ce conducătorul URSS a devenit Mihail Gorbaciov, în țară a început o perioadă de liberalizare care a făcut ca în 1988 să poată apărea Viață și destin după ediția din 1980, apoi soția unui alt prieten, decedat, al lui Grossman a semnalat că posedă o altă copie a manuscrisului, care s-a dovedit a fi cea definitivă, și după aceasta s-a realizat o nouă ediție, în 1990.
În 1989 a apărut pentru prima oară în Rusia și Panta rhei.

## Principalele opere
Vasili Grossman a scris romane, nuvele, povestiri, reportaje și alte articole în calitate de corespondent de război, eseuri și o piesă de teatru. Principalele sale opere cu anul primei apariții sunt:
- В городе Бердичеве (În orașul Berdicev), Literaturnaia Gazeta, 2 aprilie 1934 – nuvelă;
- Глюкауф (Noroc bun), Moscova, Moskovskoie Tovarișcevstvo Pisatelei, 1934 – nuvelă;
- Степан Кольчугин (Stepan Kolciughin), 1937-1940 – roman;
- Народ бессмертен (Poporul este nemuritor), Krasnaia Zvezda, 1942 – nuvelă;
- Треблинский ад (Iadul de la Treblinka), Moscova, Voenizdat, 1945 – eseu;
- Если верить пифагорейцам (Dacă e să-i crezi pe pitagoricieni), Znamia, nr. 6, 1946 – piesă de teatru;
- За правое дело (Pentru o cauză dreaptă), Novîi Mir, nr. 7-10, 1952 – roman;
- Добро вам! (Toate cele bune!), Moscova, Sovietski Pisatel, 1967 – nuvele;
- Всё течёт… (Panta rhei), Frankfurt am Main, Posev, 1970 – roman;
- Жизнь и судьба (Viață și destin), Lausanne, L'Âge d'Homme, 1980; ediția după varianta definitivă a manuscrisului: Жизнь и судьба, Moscova, 1990 – roman.

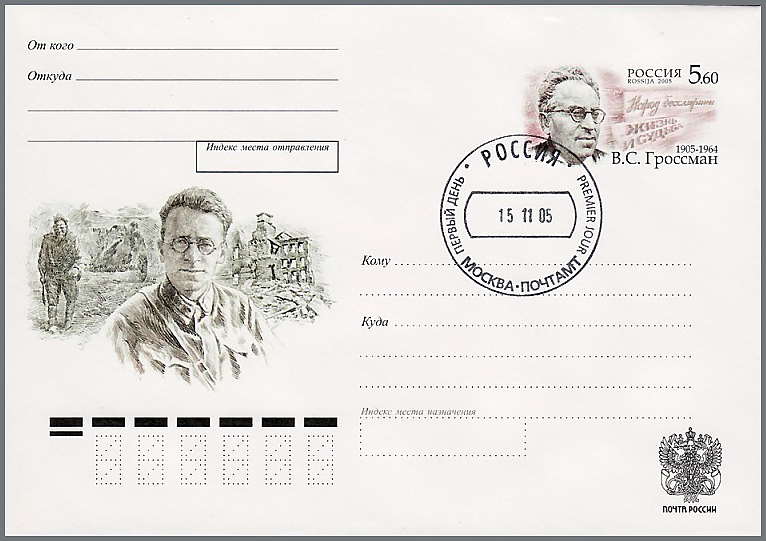
Plic „prima zi” cu timbrul comemorativ emis la 100 de ani de la nașterea scriitorului.

### Caracteristici ale operei și primirea ei
Vasili Grossman nu a fost membru al partidului comunist, dar până după război, în scrierile sale nu s-a reflectat nicio abatere de la ideologia regimului sovietic. A fost un reprezentant talentat al așa-numitului realism socialist, conformându-se pe deplin cerințelor acestuia de a reflecta lupta de clasă, de a elogia munca entuziastă pentru industrializare și în agricultura colectivizată, de a prezenta personaje dedicate trup și suflet regimului, cu scopul de a contribui la formarea omului sovietic după modelul unor personaje ca cele principale din nuvelele În orașul Berdicev și Noroc bun, sau din romanul Stepan Kolciughin. A constatat crimele comise de regim precum moartea în masă prin înfometare a milioane de țărani în timpul colectivizării forțate din 1932-1933, și condamnările în masă cărora le-au căzut victime și unele rude ale lui, dar a evitat orice manifestări care l-ar fi pus în pericol pe el însuși. În același timp a profitat de privilegiile acordate membrilor Uniunii Scriitorilor, care contrastau puternic cu lipsurile suferite de majoritatea populației.
După război, Grossman a avut tendința să reflecte realitatea așa cum o văzuse în timpul acestuia, de aceea a întâmpinat greutăți începând cu publicarea romanului Pentru o cauză dreaptă.
După 1956, când au fost dezvăluite oficial, deși parțial, crimele dinainte de moartea lui Stalin în 1953, Grossman a vrut să reflecte fidel realitățile societății sovietice din perioada stalinistă în romanul Viață și destin. Romanul a fost calificat drept antisovietic din mai multe motive.
Motivul principal a fost că dincolo de condamnarea crimelor staliniste, condamna totalitarismul în general, din carte reieșind că sistemul nazist și cel stalinist au fost la fel de monstruoase.
Apare și faptul că în război, soldații sovietici erau victime nu numai inevitabile, ci și din cauza indiferenței și incompetenței criminale ale unor comandanți.
Nu le convenea cenzorilor nici că autorul amintește de prizonierii de război sovietici dintre care mulți au intrat în trupele generalului Andrei Vlasov și au luptat alături de armata germană.
Alt aspect inacceptabil pentru regim era reflectarea faptului că apăreau elemente de antisemitism în politică. Astfel, savantului evreu Viktor Ștrum, cu lucrări importante în fizica atomică, i se refuză cererea de a fi angajați doi fizicieni evrei și este persecutată o colaboratoare evreică de valoare. Apoi, o lucrare a lui este criticată de conducerea institutului său cu motivul că „îi atrage pe fizicieni în abstracțiuni talmudice”, toți colegii îl ocolesc și este pe punctul de a fi îndepărtat din institut. Doar când Stalin se arată interesat de activitatea lui, pentru că poate contribui la crearea armei atomice, aceeași conducere îl lingușește și îi îndeplinește cererile. De asemenea, și în anii 1960, regimul era împotriva exprimării faptului că în timpul ocupației germane, evreii erau exterminați în mod dinainte planificat, sistematic și în masă ca evrei, spre deosebire de civilii victime ale atrocităților naziste, membri ai celorlalte popoare ale URSS, după cum reiese din scrisoarea mamei lui Ștrum către acesta, scrisă înainte de exterminarea evreilor din Berdicev.
Romanul Panta rhei nu a avut nicio șansă de a apărea în URSS până în 1989, fiind și mai critic față de totalitarism decât Viață și destin. Personajul său principal este un om întors acasă după 30 de ani de lagăr. Sunt evocate în roman teroarea inițiată de Lenin înaintea lui Stalin și continuată de acesta, tragedia înfometării țăranilor de către regimul stalinist, procesele înscenate și condamnările la moarte care au culminat în anii 1937-1938, campania așa-numită împotriva cosmopolitismului, în realitate antisemită, de după război etc..
Vasili Grossman este cunoscut în lume mai ales datorită romanelor Viață și destin și Panta rhei, care sunt apreciate în primul rând pentru prezentarea dramelor și tragediilor suferite de oameni din cauza războiului și a regimurilor totalitare.
După apariția romanului în 1980 în Occident, și în 1988 în URSS, criticii literari au atras atenția asupra caracterului polifonic al romanului Viață și destin, dat de centrarea pe o familie, de multitudinea personajelor, dintre care mai multe principale, ce reflectă viața întregii societăți. De acest caracter țin și întrețeserea mai multor fire narative și digresiunile filosofice. Aceste caracteristici au făcut să fie asemănat cu Război și pace al lui Lev Tolstoi, de altfel văzut ca model de către Grossman. Se deosebește de romanul lui Tolstoi printre altele și prin aceea că, pe lângă ficțiune, se bazează pe fapte la care autorul a fost martor, mai ales în reflectarea războiului.
A fost remarcat și umanismul scriitorului, respectul pentru individ, căldura umană care se degajează din abordarea personajelor, calități pentru care a fost asemănat și cu Anton Cehov. Unul din personaje, Ikonnikov, deținut într-un lagăr de concentrare nazist, exprimă concepția lui Grossman despre bine și bunătate, anume că „binele” pe care îl impun sistemele totalitare omenirii nasc inevitabil un rău care merge până la vărsarea de sânge. Numai bunătatea individului față de alt individ, bunătatea fără rațiune reprezintă binele.
Unele personaje sunt tratate ca individualități complexe, cu calități pozitive și negative, cu dileme morale. Un exemplu este Ștrum, alter egoul autorului, un om fidel regimului, dar care la un moment dat se opune, asumându-și riscuri, absurdităților conducerii institutului, reprezentantă a regimului. Se simte victorios după ce îl contactează Stalin, dar apoi îi este frică să nu semneze un protest oficial împotriva așa-ziselor calomnii ale Occidentului privitoare la condamnarea multor intelectuali, și are remușcări din această cauză.
Pentru calitățile sale, unii critici merg până la a-l considera pe Grossman unul din cei mai mari scriitori din secolul al XX-lea. În schimb, din punct de vedere stilistic, unii critici au văzut în Grossman un scriitor demodat deja în anii 1980, cu un stil cenușiu și greoi, lipsit de inventivitate, digresiunile cu caracter eseistic întrerupând și încetinind intriga.
Unele scrieri ale lui Grossman au fost traduse încă din anii 1940 și 1950, de exemplu:
- Poporul este nemuritor în română[29], în franceză[30];
- Stepan Kolciughin în română[31], în maghiară[32].

În cele mai multe limbi, nouăsprezece, printre care și româna, a fost tradus Viață și destin. În română au mai apărut Panta rhei și volumul de povestiri, nuvele, eseuri, articole și scrisori Drumul.

### Adaptări
- 1957 – Stepan Kolciughin – film sovietic[37];
- 1967 – Комиссар (Comisara) – film sovietic după În orașul Berdicev, interzis, apoi prezentat în 1988[38];
- 2000 – La Dernière lettre (Ultima scrisoare) – spectacol francez după scrisoarea mamei din Viață și destin, la Comédie-Française[39];
- 2006 – Lettre au fils (Scrisoare către fiu) – spectacol francez la Théâtre du Lamparo din Argenton-sur-Creuse[40];
- 2007 – Viață și destin – piesă de Lev Dodinkin, prezentată la Micul Teatru de Dramă Academic – Teatru European (MDT) din Sankt Petersburg[41];
- 2011 – Viață și destin – piesă radiofonică engleză în 13 episoade, difuzată de Radio 4 a BBC[42];
- 2012 – Viață și destin – miniserial rusesc în 12 episoade[43];
- 2013 – Stalingrad – film rusesc cu scenariul scris folosindu-se și Viață și destin[44].

## Legătură externă
- Stalingrad, 1943 – film documentar cu textul lui Vasili Grossman (accesat la 7 ianuarie 2024)